# Улица Зои Космодемьянской (Санкт-Петербург)
Улица Зо́и Космодемья́нской — улица в Кировском районе Санкт-Петербурга. Проходит от проспекта Стачек до Баррикадной улицы. Получила своё современное название 15 декабря 1952 года.

## История
В конце XIX века в усадьбе Кирьяново располагались оранжереи известного благотворителя, купца А.М. Ушакова.
История переименований:
- Ново-Ушаковская улица (1896—1901), в честь Абрама Михайловича Ушакова
- Ушаковская улица (1901 — 15 декабря 1952 года)
- улица Зои Космодемьянской (с 15 декабря 1952 года).

Названа в честь партизанки, красноармейца диверсионно-разведывательной группы штаба Западного фронта Зои Анатольевны Космодемьянской.

## Здания и сооружения
- Дом № 1 — четырёхэтажный доходный дом 1910 года, надстроен в 1958[2].
- дом № 3 — детский драматический «Театр у Нарвских ворот»;
- дом № 4 — школа № 381[3];
- дом № 5 — «Детская помощь», Санкт-Петербургское общество;
- дом 11, лит. А — гостиница «7 планет»;
- дом № 12 — Эстонское общество образования и призрения сирот;
- дом № 13 — Церковь святого Иоанна Златоуста при Алафузовской больнице (не сохранилась). На этом месте в 1928—1930 годах по проекту А. С. Никольского возвели общественные бани «Гигант»;
- дом № 18 (снесён) — Католическая церковь Св. Казимира;
- дом № 20 — здание бывшей Петергофской пожарной части[2];
- дома № 27—29 — Петербургское общество попечения об отставных нижних чинах и оставивших службу вольнонаёмных служащих Санкт-Петербургской столичной полиции и управления градоначальника (приют генерал-адъютанта Н. В. Клейгельса) с церковью святого Николая Чудотворца[4].

## Мемориальные доски
- Мемориальная доска с текстом: «Эта улица названа именем Зои Анатольевны Космодемьянской 13.09.1923 — 29.11.1941. В ноябре 1941 г. при выполнении задания штаба Западного фронта в составе разведгруппы в/ч 9903[5] была схвачена гитлеровцами. Мучительные пытки и истязания не сломили её волю, не склонили к предательству. Озверевшие фашисты казнили её. Указом Президиума Верховного Совета СССР 16 февраля 1942 г. З. А. Космодемьянской было присвоено звание Героя Советского Союза (посмертно)».
- Мемориальная доска с текстом: «Эта улица до 1953 года называлась Ушаковской по имени Потомственного Почётного Гражданина Ушакова Абрама Михайловича 1826—1916 купца-благотворителя, построившего на Петергофском шоссе церковь, училище, больницу, приют». (Старая доска была из мрамора).

## Галерея

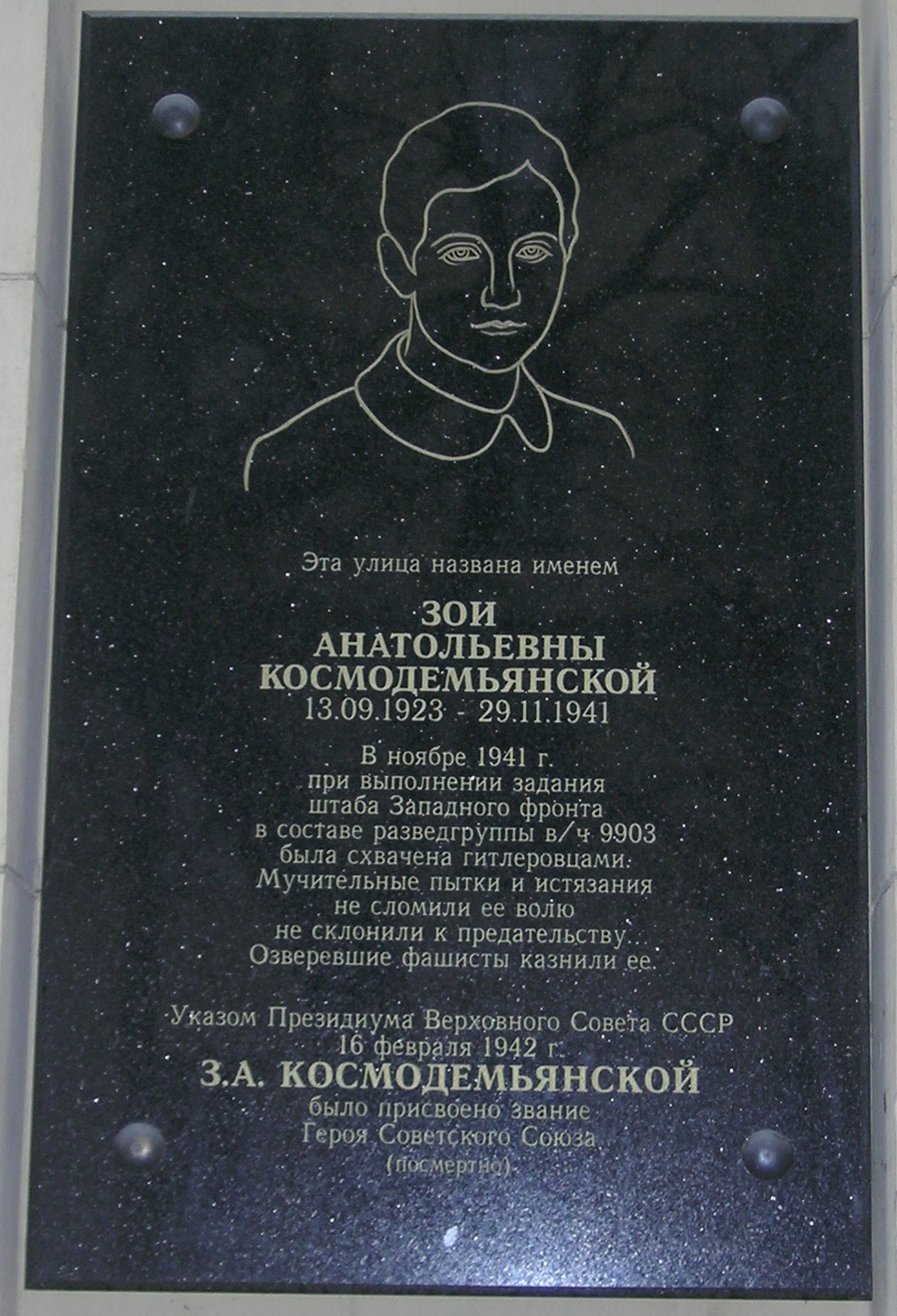
Мемориальная доска Зое Космодемьянской
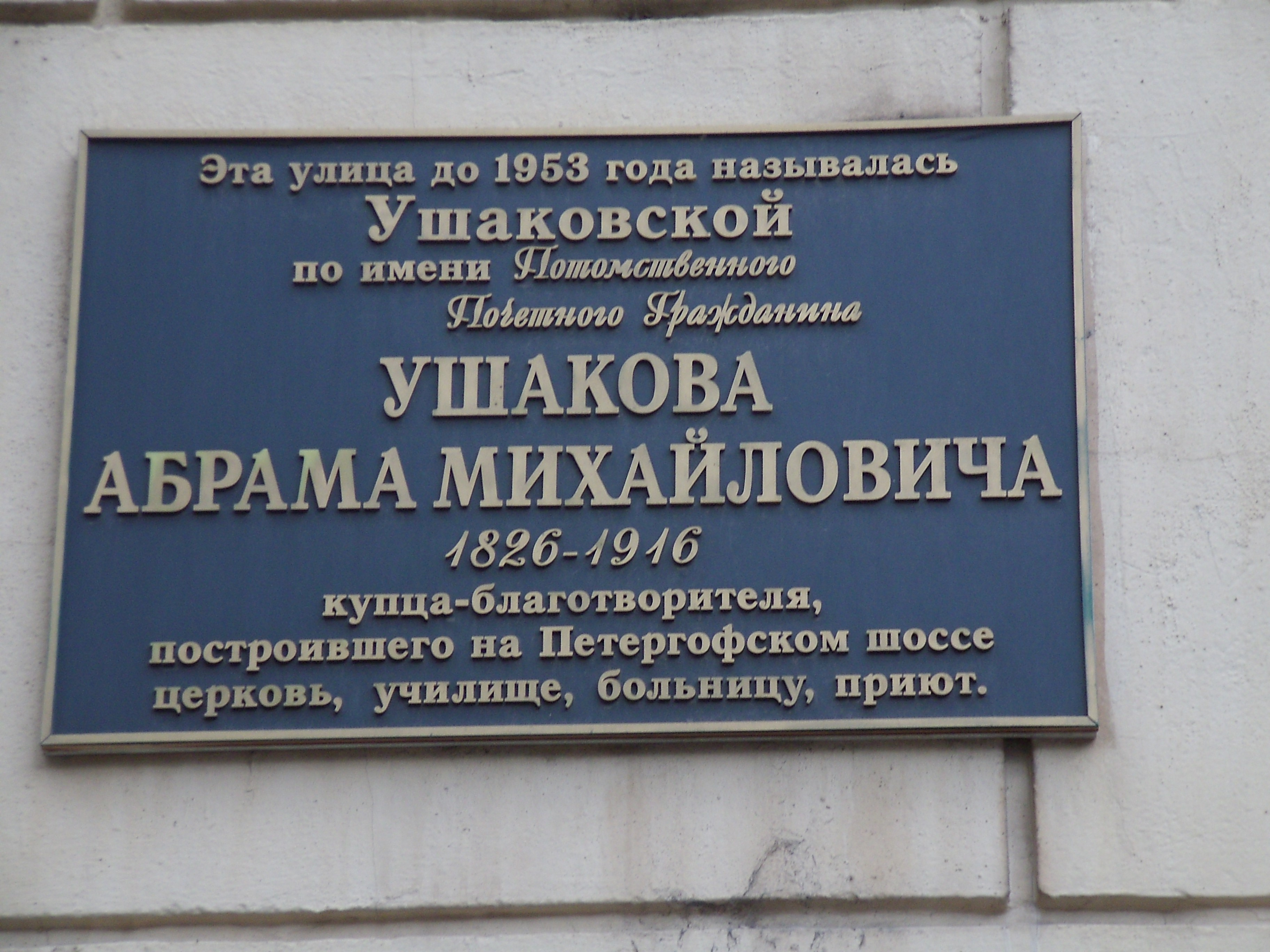
Мемориальная доска А. М. Ушакову (старая доска была из мрамора)
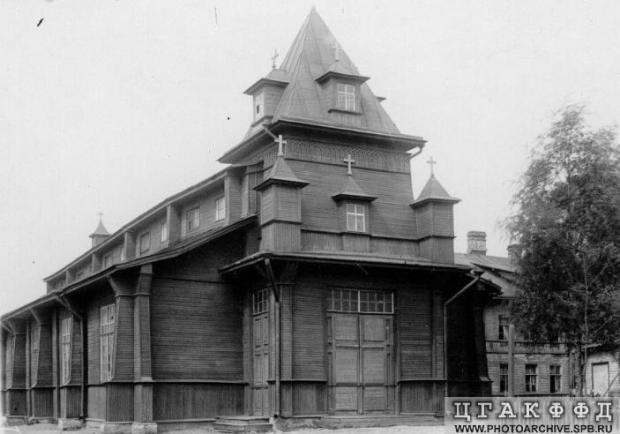
Католический храм Св. Казимира (не сохранился)
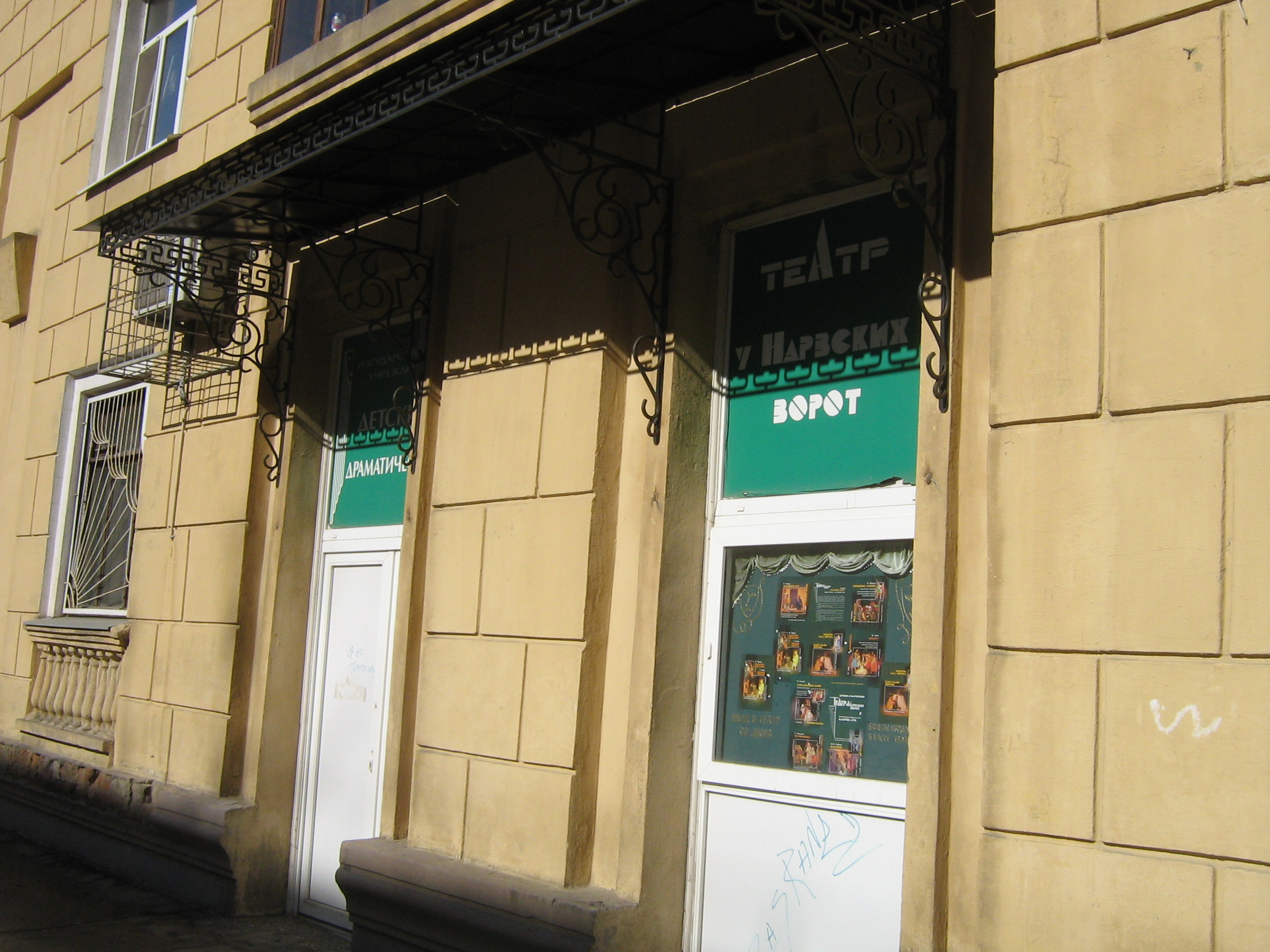
Детский драматический «Театр у Нарвских ворот»

## Пересечения
- Баррикадная улица
- улица Губина
- Севастопольская улица
- Турбинная улица
- проспект Стачек